# Archip Kuindzji

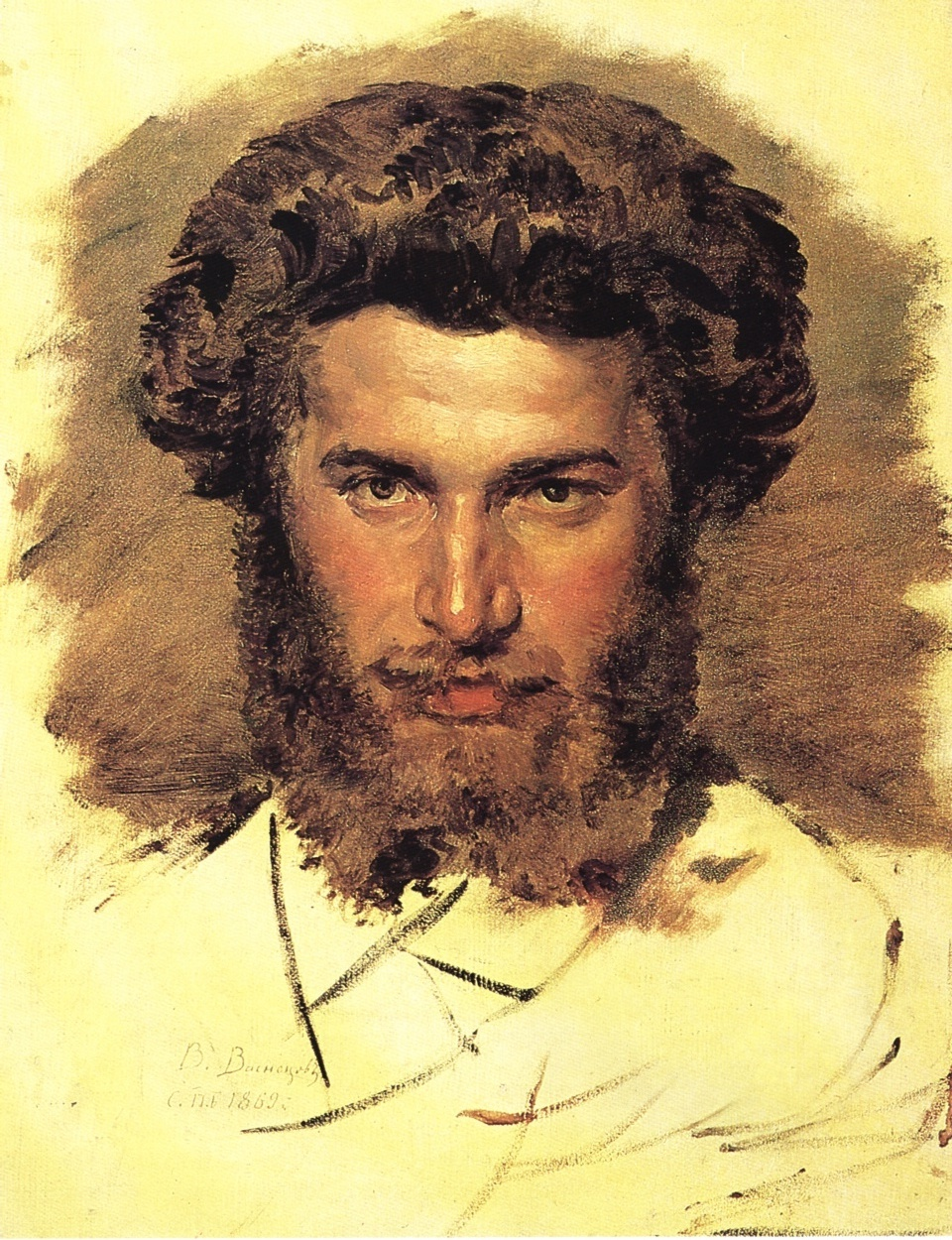
Archip Kuindzji

Archip Ivanovitj Kuindzji (ryska: Архип Иванович  Куинджи), född 27 januari (gamla stilen: 15 januari) 1841 i Mariupol, död 24 juli (gamla stilen: 11 juli) 1910 i Sankt Petersburg, var en grekisk-rysk målare.
Kuindzji var elev till Ivan Ajvazovskij. Bland hans bästa landskapstavlor räknas de i Tretjakovgalleriet i Moskva befintliga Natt i Ukraina och Morgon vid Dnepr.

## Galleri

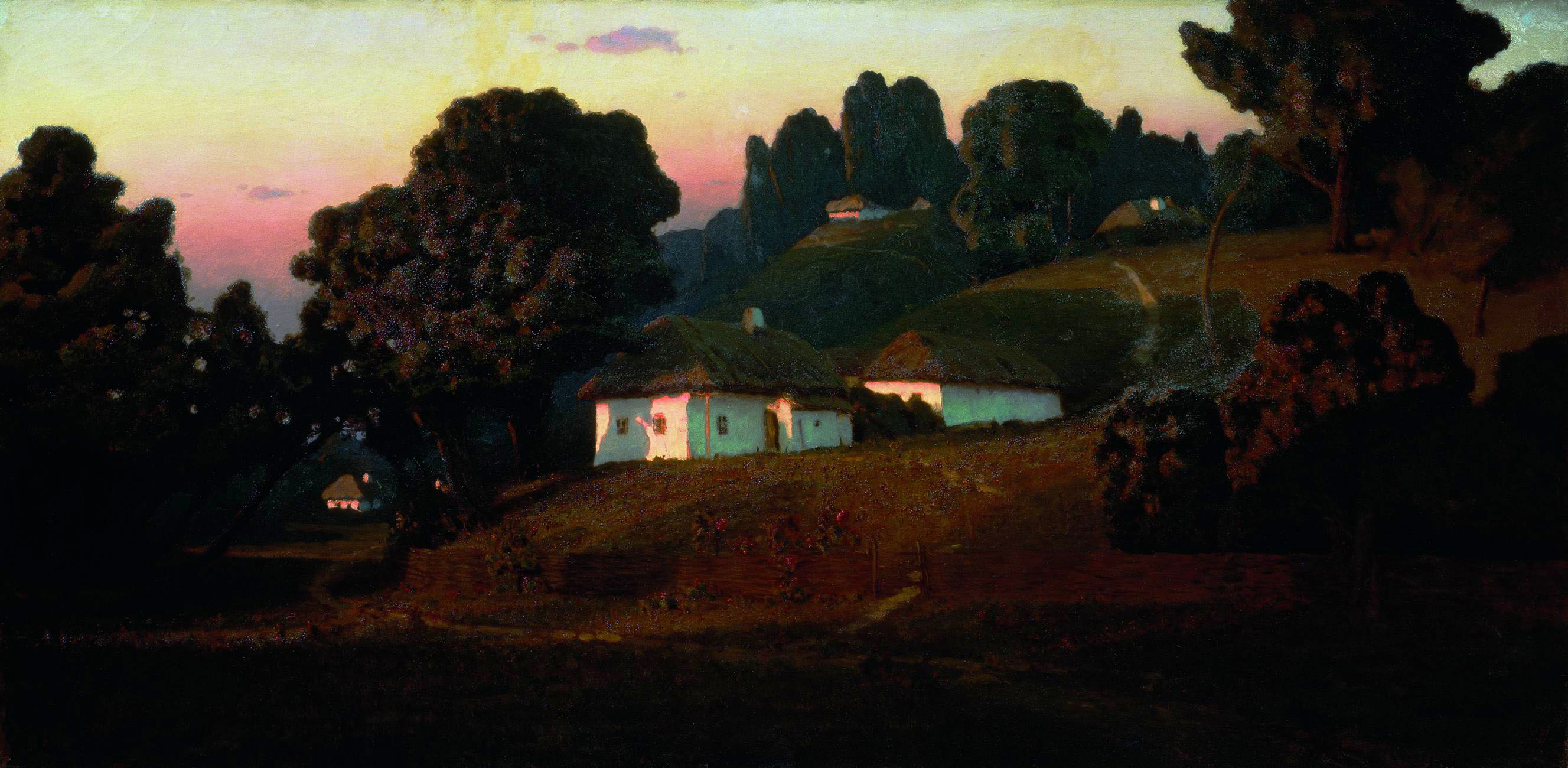
Kväll i Ukraina (1878).
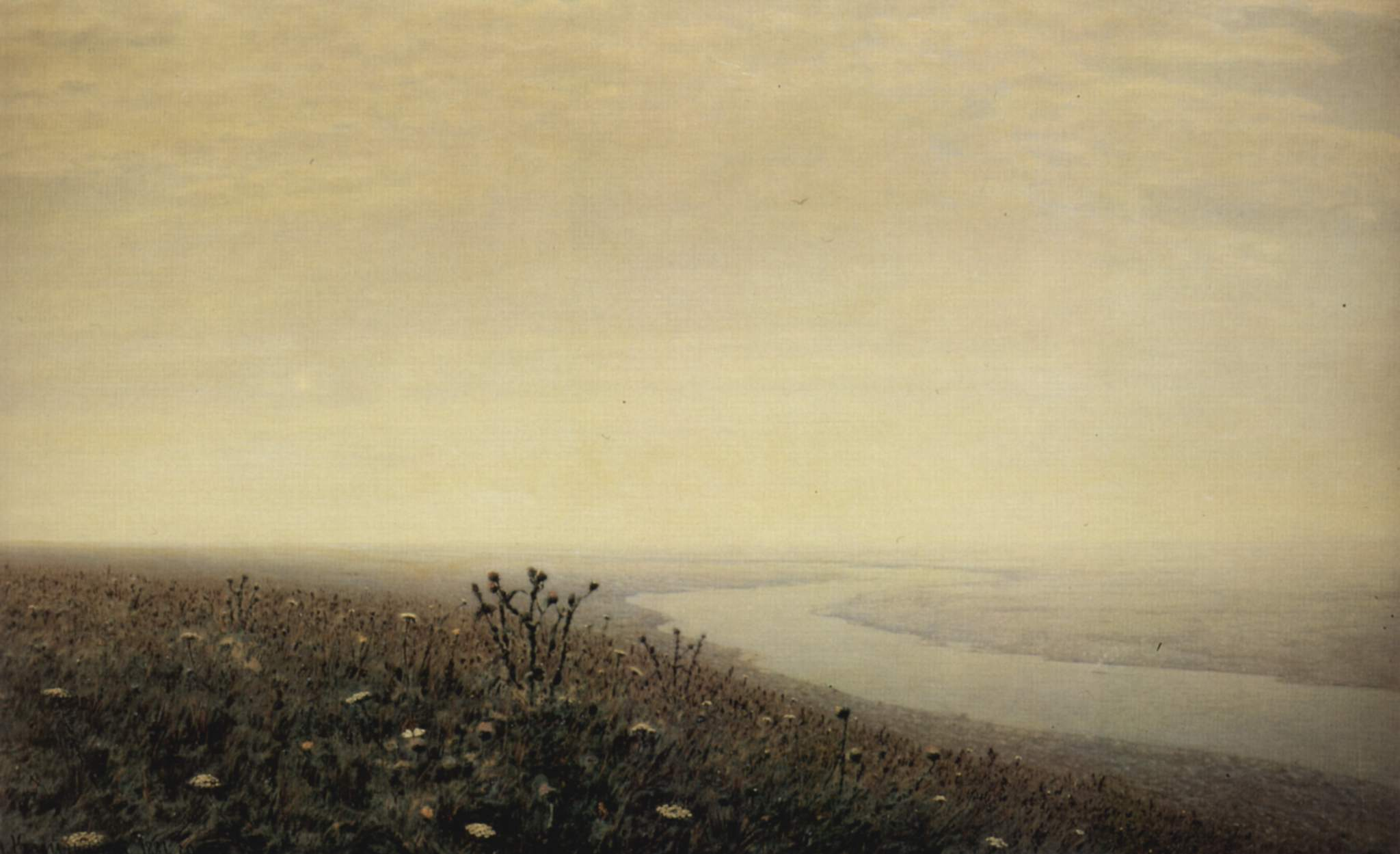
Morgon vid Dnepr (1881).